# Каноса (замък)
Вижте пояснителната страница за други значения на Каноса.
Каноса (на италиански: Castello di Canossa) е замък в Северна Италия, намиращ се на 18 km южно от град Реджо нел'Емилия, в провинция Реджо Емилия, в община Каноса. Днес е в развалини.
През януари 1077 г. германският император Хенрих IV, отлъчен от църквата и свален от власт, чака унизително 3 дни, стоейки на колене, за да бъде приет и опростен от папа Григорий VII. Папата го приема, но не го опрощава. Унизеният Хенрих IV се заклева да отмъсти на римския папа.
През 1092 г. Хенрих IV предприема своя втори италиански поход, но претърпява поражение под Каноса от войските на Матилда Тосканска.
През 1878 г. Италианската държава обявява руините за национален паметник.